# Prêmio Contigo! de TV
O Prêmio Contigo! de TV foi uma premiação brasileira realizada anualmente entre 1996 e 2015, com exceção dos anos de 1999, 2000 e 2001 em que a premiação não foi realizada. O evento era considerado o Óscar da TV brasileira e tinha como objetivo celebrar a dramaturgia brasileira na televisão, e prestar uma homenagem aos artistas. Eram entregues prêmios em categorias como Melhor telenovela, minissérie, ator, atriz, etc.
Em dezembro de 2017, o prêmio se transformou em uma votação virtual, passando a se chamar Prêmio Contigo! Online, incluindo muitas categorias novas, como melhor cantora, cantor, dupla sertaneja, grupo musical, revelação musical, hit do ano, clipe, filme, peça de teatro, apresentador, apresentadora, e jornalista.

## Categorias
- Melhor Novela
- Atriz de Novela
- Ator de Novela
- Atriz Coadjuvante
- Ator Coadjuvante
- Série ou Minissérie
- Ator de Série ou Minissérie
- Atriz de Série ou Minissérie
- Ator Infantil
- Atriz Infantil
- Revelação da TV
- Autor de Novela
- Diretor de Novela

## Edições
- 1996
- 1997
- 1998
- 2002
- 2003
- 2004
- 2005
- 2006
- 2007
- 2008
- 2009
- 2010
- 2011
- 2012
- 2013
- 2014
- 2015
- 2017
- 2018
- 2019
- 2020
- 2021
- 2022

## Dados e estatísticas

### Novelas
Novelas mais premiadas
| Posição | Prêmios    | Novela               | Ano  |
| ------- | ---------- | -------------------- | ---- |
| 1       | 14 prêmios | A Indomada           | 1998 |
| 2       | 13 prêmios | O Rei do Gado        | 1997 |
| 3       | 11 prêmios | Esperança            | 2003 |
| 4       | 10 prêmios | A Próxima Vítima     | 1996 |
| 4       | 10 prêmios | Por Amor             | 1998 |
| 5       | 9 prêmios  | O Clone              | 2002 |
| 5       | 9 prêmios  | Senhora do Destino   | 2005 |
| 6       | 8 prêmios  | A Favorita           | 2009 |
| 7       | 7 prêmios  | Quatro por Quatro    | 1996 |
| 7       | 7 prêmios  | Paraíso Tropical     | 2008 |
| 7       | 7 prêmios  | Avenida Brasil       | 2013 |
| 8       | 6 prêmios  | Porto dos Milagres   | 2002 |
| 8       | 6 prêmios  | Mulheres Apaixonadas | 2004 |
| 8       | 6 prêmios  | Belíssima            | 2007 |
| 8       | 6 prêmios  | Páginas da Vida      | 2007 |
| 8       | 6 prêmios  | Ti Ti Ti             | 2011 |
| 8       | 6 prêmios  | Amor à Vida          | 2014 |
| 8       | 6 prêmios  | Império              | 2015 |
| 8       | 6 prêmios  | A Força do Querer    | 2017 |

Novelas que ganharam os principais prêmios "Melhor Novela", "Melhor Atriz de Novela" e "Melhor Ator de Novela"
| Num. | Novela             | Ano  |
| ---- | ------------------ | ---- |
| 1    | O Rei do Gado      | 1997 |
| 2    | Esperança          | 2003 |
| 3    | Senhora do Destino | 2005 |
| 4    | Belíssima          | 2006 |
| 5    | Paraíso Tropical   | 2008 |
| 6    | A Favorita         | 2009 |
| 7    | Ti Ti Ti           | 2011 |
| 8    | Avenida Brasil     | 2013 |
| 9    | Amor à Vida        | 2014 |
| 10   | Império            | 2015 |
| 11   | A Força do Querer  | 2017 |

Novelas que ganharam como "Melhor Novela" mas não ganharam "Melhor Atriz de Novela" e "Melhor Ator de Novela"
| Novela                  | Ano  |
| ----------------------- | ---- |
| A Próxima Vítima        | 1996 |
| O Clone                 | 2002 |
| Mulheres Apaixonadas    | 2004 |
| Caminho das Índias      | 2010 |
| As Aventuras de Poliana | 2018 |

Novelas que ganharam "Melhor Atriz de Novela" e "Melhor Ator de Novela" mas não ganharam "Melhor Novela"
| Novela                  | Atores vencedores              | Ano  |
| ----------------------- | ------------------------------ | ---- |
| Porto dos Milagres      | Cássia Kiss & Antonio Fagundes | 2002 |
| Celebridade             | Cláudia Abreu & Fábio Assunção | 2004 |
| Viver a Vida            | Alinne Moraes & Mateus Solano  | 2010 |
| As Aventuras de Poliana | Thaís Melchior & Murilo Cezar  | 2019 |

Novelas que ganharam como "Melhor Novela" e "Melhor Autor"
| Novela               | Autor(a)                          | Ano  |
| -------------------- | --------------------------------- | ---- |
| A Próxima Vítima     | Sílvio de Abreu                   | 1996 |
| O Rei do Gado        | Benedito Ruy Barbosa              | 1997 |
| Por Amor             | Manoel Carlos                     | 1998 |
| O Clone              | Glória Perez                      | 2002 |
| Esperança            | Benedito Ruy Barbosa              | 2003 |
| Mulheres Apaixonadas | Manoel Carlos                     | 2004 |
| Senhora do Destino   | Aguinaldo Silva                   | 2005 |
| Belíssima            | Silvio de Abreu                   | 2006 |
| Páginas da Vida      | Manoel Carlos                     | 2007 |
| Paraíso Tropical     | Gilberto Braga & Ricardo Linhares | 2008 |
| A Favorita           | João Emanuel Carneiro             | 2009 |
| Caminho das Índias   | Glória Perez                      | 2010 |
| Ti Ti Ti             | Maria Adelaide Amaral             | 2011 |
| Avenida Brasil       | João Emanuel Carneiro             | 2013 |
| Império              | Aguinaldo Silva                   | 2015 |

Novelas que ganharam como "Melhor novela" mas não ganharam "Melhor Autor"
| Novela           | Autor(a)                    | Ano  |
| ---------------- | --------------------------- | ---- |
| Cordel Encantado | Duca Rachid & Thelma Guedes | 2012 |
| Amor à Vida      | Walcyr Carrasco             | 2014 |

Novelas que ganharam como "Melhor Autor" mas não ganharam "Melhor Novela"
| Autor(a)                                | Novela          | Ano  |
| --------------------------------------- | --------------- | ---- |
| Lícia Manzo                             | A Vida da Gente | 2012 |
| Maria Adelaide Amaral & Vincent Villari | Sangue Bom      | 2014 |

Novelas com mais indicações sem ter ganhado nenhum prêmio
| Posição | Novela            | Indicações    | Ano  |
| ------- | ----------------- | ------------- | ---- |
| 1       | Segundo Sol       | 16 indicações | 2018 |
| 2       | Kubanacan         | 14 indicações | 2004 |
| 3       | Os Mutantes       | 12 indicações | 2009 |
| 4       | Araguaia          | 10 indicações | 2011 |
| 5       | Caras & Bocas     | 9 indicações  | 2010 |
| 6       | Desejo Proibido   | 8 indicações  | 2008 |
| 6       | Em Família        | 8 indicações  | 2014 |
| 6       | Alto Astral       | 8 indicações  | 2015 |
| 7       | Chamas da Vida    | 7 indicações  | 2009 |
| 7       | Morde & Assopra   | 7 indicações  | 2012 |
| 7       | Vidas em Jogo     | 7 indicações  | 2012 |
| 8       | Cama de Gato      | 6 indicações  | 2010 |
| 8       | Lado a Lado       | 6 indicações  | 2013 |
| 8       | Além do Horizonte | 6 indicações  | 2014 |
| 8       | Chiquititas       | 6 indicações  | 2014 |

### Séries
Séries que ganharam os principais prêmios "Melhor Série", "Melhor Atriz de Série" e "Melhor Ator de Série"
| Num. | Série             | Ano  |
| ---- | ----------------- | ---- |
| 1    | Tapas & Beijos    | 2012 |
| 2    | Amores Roubados   | 2014 |
| 3    | Bom Dia, Verônica | 2020 |

Séries que ganharam "Melhor Atriz de Série" e "Melhor Ator de Série" mas não ganharam "Melhor Série"
| Série                                 | Atores vencedores                | Ano  |
| ------------------------------------- | -------------------------------- | ---- |
| Dalva e Herivelto: uma Canção de Amor | Adriana Esteves & Fábio Assunção | 2011 |
| Sob Pressão                           | Marjorie Estiano & Júlio Andrade | 2017 |

Séries com mais indicações sem ter ganhado nenhum prêmio naquele ano
| Posição | Série                          | Indicações   | Ano  |
| ------- | ------------------------------ | ------------ | ---- |
| 1       | Os Dias Eram Assim             | 7 indicações | 2017 |
| 2       | Amor e Sorte                   | 6 indicações | 2020 |
| 2       | Sob Pressão                    | 6 indicações | 2020 |
| 3       | A Mulher Invisível             | 4 indicações | 2012 |
| 4       | Separação?!                    | 3 indicações | 2011 |
| 4       | A Grande Família               | 3 indicações | 2011 |
| 4       | A Grande Família               | 3 indicações | 2012 |
| 4       | Sansão e Dalila                | 3 indicações | 2012 |
| 4       | Como Aproveitar o Fim do Mundo | 3 indicações | 2013 |
| 4       | Louco por Elas                 | 3 indicações | 2013 |
| 4       | Rei Davi                       | 3 indicações | 2013 |
| 4       | Conselho Tutelar               | 3 indicações | 2015 |
| 4       | Mister Brau                    | 3 indicações | 2017 |
| 4       | Sob Pressão                    | 3 indicações | 2022 |
| 4       | Turma da Mônica - A Série      | 3 indicações | 2022 |